# 難波兄弟
難波兄弟（なんばきょうだい）とは MBSラジオ「YOUNG PARK」で結成したユニット。
2005年4月6日にCD発売。

## メンバー
- キングコング
  - ボーカル担当：西野亮廣
  - ボーカル・ハーモニカ担当：梶原雄太
- ラップ・タップダンス担当：HIDEBOH（THE STRIPES）
- キーボード担当：JURI（HONEY SAC）

## CD
- 「明日への讃歌〜Happy Song〜」（2005年4月6日発売）